# Brian Molko
Brian Molko (Bruxelas, 10 de dezembro de 1972) é um músico belga. Ele é o vocalista e guitarrista da banda de rock alternativo Placebo. Também escreve a maioria das letras.

## Biografia
Filho de um bancário norte-americano e de uma escocesa, a família Molko mudou-se bastante durante a infância de Brian, viajando por países como Libéria, Líbano e Luxemburgo. Molko considera a cidade escocesa de Dundee, cidade natal de sua mãe, como o lugar onde cresceu.
Em 1990, Brian começou a estudar Drama na Goldsmiths College em Londres. Ele descreve sua infância como um momento de solidão (gostava muito de ficar em seu quarto sozinho) e alienação. Começou a usar maquiagem quando tinha apenas 11 anos de idade. Brian é fluente em francês e intolerante à lactose.
Os seus pais tentaram, durante sua infância, educá-lo de acordo com seus padrões, seu pai queria que ele se tornasse bancário.
Suas influências musicais incluem Depeche Mode, Dead Kennedys, Bad Religion, Sonic Youth, PJ Harvey, Nick Drake, Joy Division, Sex Pistols, The Pixies e The Cure. Molko aprendeu sozinho a tocar guitarra. Aos 16 anos, ganhou uma Telecaster falsa de presente de seus pais. Logo ele comprou uma guitarra verdadeira. Também toca outros instrumentos como baixo, teclado, saxofone e bateria. Ocasionalmente Molko discoteca em clubes, mas admite que não é muito bom.
Brian sempre foi alvo de muitas críticas quando esteve faculdade de Arte Dramática em Londres. Vivia sozinho já desde os 17 anos, longe dos pais. Brian afirmou a sua independência e dedicava-se muito aos estudos dramáticos, porém, a sua paixão pela música era mais forte, e todo seu dramatismo foi despejado em composições musicais.
Brian foi uma pessoa muito represada pelos pais, que fizeram de tudo para ele seguir uma carreira tradicional, porém, foi tudo em vão. Ele diz gostar muito de passar horas sozinho em casa, com as luzes apagadas, ouvindo a sua própria música bem alto, beber uísque e a fumar cigarros mentolados. Isso o leva ao transe.

## Vida pessoal

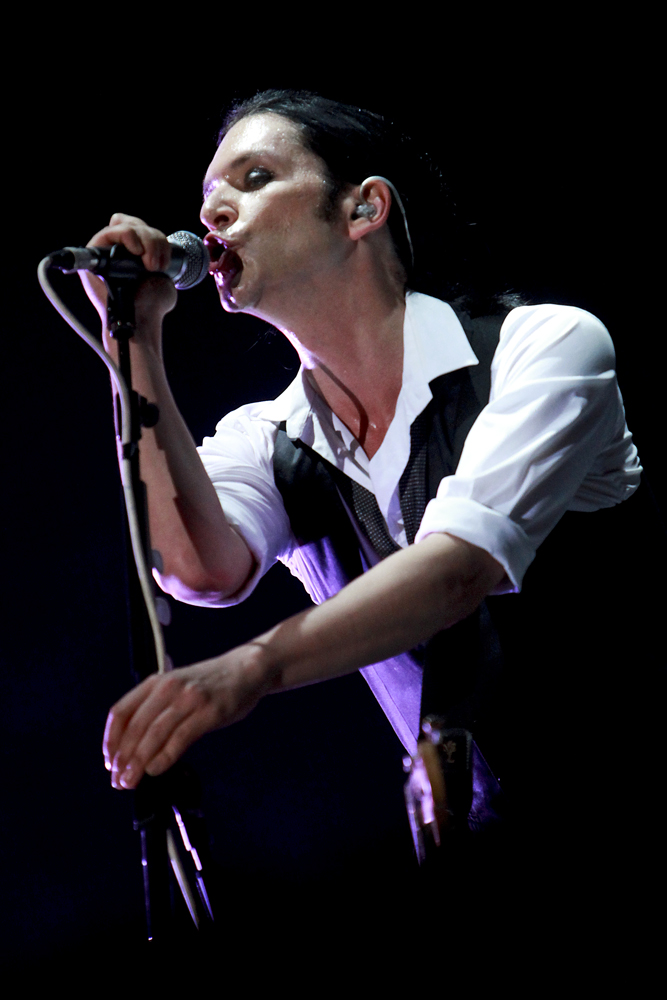
Brian Molko from rock band Placebo at Optimus Alive Festival (Portugal) on the 10 de julho de 2009

Brian Molko teve, em outubro de 2005, um filho com Helena Berg, fotógrafa, ao qual deu o nome de Cody. algumas pessoas acreditam que o nome é uma referência ao álbum da banda Mogwai, Come On Die Young. Em junho de 2009, ele e Helena já não estavam juntos, passando a ser pai solteiro. Molko é bissexual.[carece de fontes?]